# Pensión de mujeres
Pensión de mujeres je meksička telenovela iz 1960. godine. Ima 43 epizode te je izvorno bila prikazana na četvrtom kanalu Telesisteme Mexicano. Scenarist ove serije je bio redatelj Raúl Astor, a glavni lik je glumila španjolska glumica Amparo Rivelles.

## Glumci
- Amparo Rivelles
- Fanny Schiller
- Fernando Rey[2]
- Mapita Cortés
- Prudencia Grifell
- Rosa Elena Durgel